# خان العمود
خان العمود هو أحد أقدم الخانات التاريخية في مدينة دمشق القديمة، والذي بني في منتصف القرن السابع عشر في العهد العثماني، سمي بخان العمود بسبب وجود عمود ضخم كان يحمل قبة إحدى ساحاته.

## طالع ايضاً
- معنى خان في العمارة الدمشقية مصطلحات معالم دمشق.
- تاريخ الخانات في دمشق.